# 佐藤緑葉
佐藤 緑葉（さとう りょくよう、1886年7月1日 - 1960年9月2日）は、日本のジャーナリスト、小説家、翻訳家。本名は佐藤 利吉（さとう りきち）。

## 経歴
群馬県吾妻郡東村生まれ。
中之条農学校（現・群馬県立吾妻中央高等学校）から早稲田大学に進学。同級生の若山牧水や土岐善麿、安成貞雄らと回覧雑誌「北斗」を作っていた。
1909年に早稲田大学文学部英文学科を卒業後、万朝報に入社、英文欄を担当。1910年の一時期、親友の牧水に頼まれて「創作」の編集を手伝う。1914年、「近代思想」にウィルヘルム・ラムスウスの反戦文学『人間屠殺所』の翻訳を発表。1921年、長篇小説「黎明」を発表。法政大学の教員となり創作の筆を絶つ。
1937年、妻と死別、1940年、教え子・石川桂と再婚。
戦後の1946年に東洋大学教授に就任。1947年、「高原」3号に「山国の冬」を発表。1958年大学退職。妻と離別し、生活苦から高尾山麓の旅宿で服毒自殺。

## 著作
- 『二宮尊徳翁 教訓道話』（編、岡村書店） 1908
- 『嗚呼伊藤博文公』（編、至誠館） 1909
- 『新食道楽』（明治堂） 1909
- 『都会生活朗吟集』（編、富里昇進堂） 1909
- 『中江藤樹 家庭訓話』（岡村書店） 1909
- 『孝女芳江 家庭小説』（日吉堂） 1911
- 『ポケット忠孝百話』（編、日吉堂） 1911
- 『塑造』（春陽堂、現代文芸叢書） 1914
- 『黎明』（新潮社） 1921
- 『若山牧水』（佐藤利吉名義、興風館） 1947、のち角川文庫 1956

## 翻訳
- 『エルジエ・リントネル』（カリン・ミヒアエリス、以文館） 1913
- 『人間屠殺所』（ウイルヘルム・ラムスウス、泰平館書店） 1914
- 『生命の起源』（訳編、実業之世界社、新知識叢書） 1915
- 『生ける屍』（新潮社、トルストイ叢書） 1917
- 『蜘蛛の巣の家』（ギッシング、佐藤利吉名義訳、尚文堂書店） 1930、角川文庫 1953
- 『新アラビア夜話』（ステイーヴンスン、岩波文庫） 1934、復刊 1990
- 『ジキル博士とハイド氏』（スティーブンスン、鳳林書林） 1948
- 『傴僂王リチャード』（シェークスピア原作、藤巻書房、少年少女世界名作集） 1948

## 伝記
- 『佐藤緑葉の文学 - 上州近代の作家』（伊藤信吉、塙新書） 1999